# Max Giermann

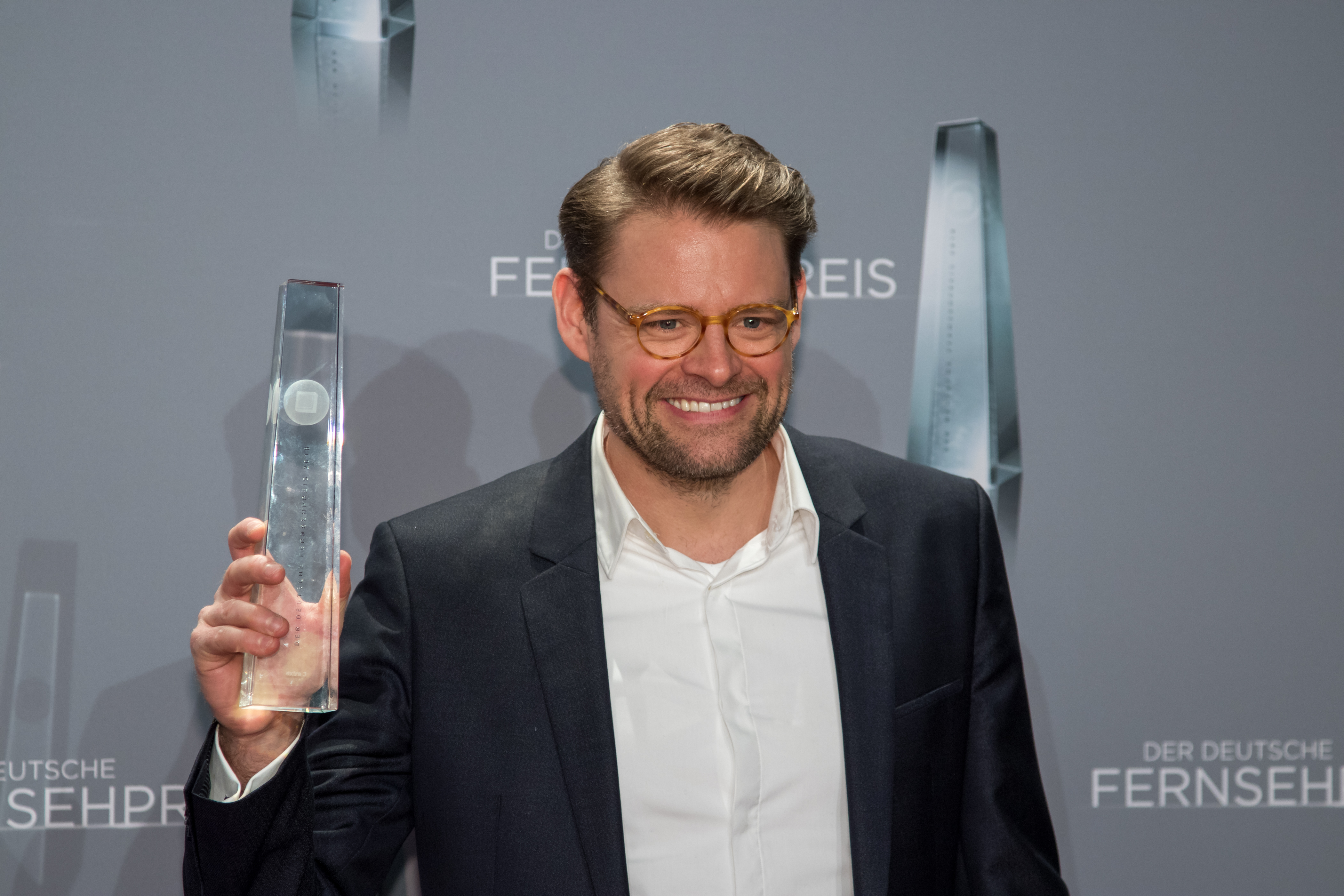
Max Giermann beim Deutschen Fernsehpreis 2018

Maximilian „Max“ Giermann (* 24. Oktober 1975 in Freiburg im Breisgau) ist ein deutscher Komiker, Imitator, Parodist, Schauspieler, Synchronsprecher, Moderator und Theaterregisseur.

## Privatleben
Max Giermann wurde als Sohn der Kunsterzieher Peter Ulrich Giermann und Gisela Giermann in Freiburg geboren. Seine Familie väterlicherseits stammt aus Greifswald. Im Jahre 1953 hatten seine Großeltern mit ihren Kindern aus politischen Gründen die DDR verlassen und waren zunächst nach West-Berlin, später nach Hamburg und Stade und 1959 schließlich nach Bad Homburg gezogen. Giermanns Großvater, Alfred Giermann, war Handelsrichter und Vorstandsvorsitzender der Frankfurter Volksbank.
Seit Juli 2012 ist Giermann verheiratet. Er wohnte bis Januar 2024 in Köln, seitdem in seiner Geburtsstadt Freiburg im Breisgau.
Dort brachte Giermann 2024 gemeinsam mit dem befreundeten Winzer Thomas Walz vom Weingut Josef Walz in Heitersheim die Wein-Edition „Gier“ heraus, die unter anderem Gutedel, Spätburgunder, Rosé und Crémant umfasst.

## Werdegang
Nach seinem Abitur 1995 am Berthold-Gymnasium in Freiburg und dem Zivildienst bei der Arbeiterwohlfahrt bekam Giermann einen Studienplatz für Medienkunst am Zentrum für Kunst und Medientechnologie in Karlsruhe. Ab 1997 besuchte er die Hochschule für Schauspielkunst „Ernst Busch“ Berlin, an der er 2001 sein Studium abschloss. Während dieser Zeit bildete Georgo Peugot ihn zum Clown aus. Mit Peugot trat er bis zu dessen Tod unter dem Künstlernamen Max Million auf, danach wurde Jack Millet sein Partner. Nach Peugots Tod übernahm Giermann dessen Clownsgruppe Comedy Kids und führte diese bis Ende 2008. Bereits während des Studiums trat er in Berliner Theateraufführungen auf, beispielsweise am Maxim-Gorki- und am Carrousel-Theater. Nach dem Studium hatte Max Giermann mehrere Engagements an deutschsprachigen Bühnen wie dem Schauspiel Essen, dem Theater Bonn, dem Theater der Stadt Aalen und dem Volkstheater Wien. Heute führt er vereinzelt Theater-Regie.
Seit 2004 arbeitet Max Giermann hauptsächlich als Komiker. So trat er unter anderem regelmäßig in der RTL-Show Frei Schnauze auf und gehörte seit März 2007 zum Team der ProSieben-Show Switch reloaded. In den Jahren 2009 und 2010 moderierte er Granaten wie wir und schlüpfte in jeder Sendung in die Rolle einer anderen prominenten Person. 2009 bekam er den Deutschen Comedypreis als bester Schauspieler und wurde bei der Romy mit einem Sonderpreis der Jury für Switch Reloaded ausgezeichnet.
2010 trat Max Giermann als Parodist in einigen Ausgaben der Late-Night-Show Harald Schmidt auf. 2011 und 2012 war er mit seinem ersten Live-Programm Wer denn sonst?! bundesweit auf Tournee. 2013 war Giermann in der ZDF Impro-Comedy Durchgedreht! zu sehen. Für das Wetten, dass...?-Special von Switch Reloaded gab es 2013 den Grimme-Preis. Seit 2014 ist er als Sigmar Gabriel, seit 2016 als Donald Trump im Satiremagazin Extra 3 zu sehen.
Von 2015 bis 2019 war er mit Matthias Matschke, Valerie Niehaus und Alexander Schubert in der Serie Sketch History im ZDF zu sehen, in der er unter anderem Klaus Kinski in diversen historischen Rollen parodiert.
In den Jahren 2016 und 2017 war er Juror in der RTL-Sendung Die Puppenstars. 2018 moderierte er die RTL-Quizshow Einstein Junior – Deutschlands cleverste Kids. 2021 gewann er die zweite Staffel der Comedy-Show LOL: Last One Laughing.
Bekannt ist Giermann vor allem für seine Imitationen und Parodien. Zu seinen bekanntesten gehören neben Klaus Kinski unter anderem Stefan Raab, Dieter Bohlen, Johann Lafer, Kai Pflaume, Christian Rach, Hugo Egon Balder, Karl Lagerfeld, Reinhold Beckmann, Oliver Kahn, Tim Mälzer, Guido Westerwelle, Uli Hoeneß, Robert Habeck, Sigmar Gabriel, Karl Dall, Oliver Geissen, Markus Lanz, Jorge González, Torsten Sträter und Donald Trump.
2022 übernahm er die Moderation der Neuauflage von Frei Schnauze bei RTL. Im selben Jahr lieh er Prof. Rupert Marmelade IV in Die Gangster Gang (The Bad Guys) seine Stimme.
Seit einigen Jahren ist Giermann auch als Maler tätig.

## Auszeichnungen
- 2007
  - Deutscher Comedypreis
    - als Ensemblemitglied von Frei Schnauze XXL (Beste Comedy-Show)
    - als Ensemblemitglied von Switch reloaded (Beste Sketch-Show)
- 2008
  - Deutscher Fernsehpreis als Ensemblemitglied von Switch reloaded (Beste Comedy)
  - Deutscher Comedypreis als Ensemblemitglied von Switch reloaded (Beste Sketchcomedy)
- 2009
  - Romy als Ensemblemitglied von Switch reloaded (Sonderpreis der Jury)
  - Deutscher Comedypreis (Bester Schauspieler)
- 2013
  - Grimme-Preis stellvertretend für das Ensemble von Switch reloaded für das Wetten, dass..?-Spezial

## Werk

### Filmografie

#### Fernsehen
- 2004: goXX, RTL
- 2005–2007, ab 2022: Frei Schnauze/Frei Schnauze XXL, RTL
- 2007–2012: Switch reloaded, ProSieben
- 2008: ProSieben FunnyMovie: H3 – Halloween Horror Hostel, ProSieben
- 2008: Die einzig wahren Hochzeitscrasher, ProSieben
- 2008: World of Comedy, RTL
- 2009: Schillerstraße (Gastauftritt), Sat.1
- 2009: Die Märchenstunde – Kalif Storch, ProSieben
- 2009/2010: Granaten wie wir, ProSieben
- 2010: Quatsch Comedy Club Winter-Show, ProSieben
- 2010: Harald Schmidt, Das Erste
- 2012: SOKO Köln – Der Mann auf dem Dach
- 2013: heute-show – Gastauftritt als Stefan Raab, ZDF
- 2013: Durchgedreht!, ZDF
- 2014: Wilsberg: 90-60-90, ZDF
- Seit 2014: Extra 3, ARD
- 2014, 2017: Grill den Henssler, VOX
- 2015: Bettys Diagnose (Fernsehserie; Staffel 1, Folge 10: Helden), ZDF
- 2015: Im Knast (Fernsehserie), ZDF
- 2015–2019: Sketch History, ZDF
- 2016: Circus Halligalli, ProSieben
- 2016: Deutscher Comedypreis (Moderator), RTL
- 2016–2017: Die Puppenstars, RTL
- seit 2017: Genial daneben (sechs Folgen), Sat.1
- 2018–2019: Mord mit Ansage (zwei Folgen), Sat.1
- 2018: Einstein Junior – Deutschlands cleverste Kids (Moderator), RTL
- 2019: Genial daneben – Das Quiz, Sat.1
- 2020: Genial oder Daneben?, Sat.1
- 2020: Tatort (TV-Reihe; Folge Unter Wölfen)
- seit 2021: LOL: Last One Laughing
- 2025: Ghosts (Fernsehserie)

#### Sonstige
- 2018: I Need a Face (Musikvideo von Alligatoah)[21]

#### Kino
- 2010: Otto’s Eleven
- 2011: Rubbeldiekatz
- 2012: Die Vermessung der Welt[22]
- 2015: Gut zu Vögeln
- 2022: Die Geschichte der Menschheit – leicht gekürzt
- 2022: Beule – Zerlegt die Welt
- 2023: Die unlangweiligste Schule der Welt
- 2025: Ein Mädchen namens Willow

### Live-Programme
- 2011: „Wer denn sonst?!“

### Theater
- Karl der Siebente in Die Jungfrau von Orléans von Friedrich Schiller, Regie: Volker Schmalöer, Schauspiel Essen (2002)
- Leonhard in Maria Magdalena von Friedrich Hebbel, Regie: Andreas von Studnitz, Schauspiel Essen (2004)
- Ferdinand in Kabale und Liebe von Friedrich Schiller, Regie: Jürgen Bosse, Schauspiel Essen (2005)
- Streckmann in Rose Bernd von Gerhart Hauptmann, Regie: Andreas von Studnitz, Volkstheater Wien (2006)

Regie
- 2005: Die Kuh Rosemarie, Theater der Stadt Aalen
- 2006: 2 Brüder, Theater der Stadt Aalen
- 2006: Pinguine können keinen Käsekuchen backen, Theater der Stadt Aalen
- 2007: Kiebich und Dutz, Theater der Stadt Aalen
- 2015: Rubbeldiekatz, Komödie Düsseldorf

### Hörspiele
- 1998: Die rote Zora und ihre Bande
- 2001: Sommertag

### Gemäldeausstellungen
- 2024: Ulmer Intervall, Ulm[23]
- 2025: Dann mal doch, du dumme Sau, Dresden[20]